# Кирк Хамет
Кирк Ли Хамет (енгл. Kirk Lee Hammett;  Сан Франциско, 18. новембар 1962) амерички је музичар. Гитариста је хеви метал састава Металика од 1983. године.
По часопису Ролинг стоун, Хамет је један од најбољих гитариста свих времена. Кирк Хамет свира ЕСП И ЛТД, као и Џејмс Хетфилд.